# Cải đồng
Grangea maderaspatana là một loài thực vật có hoa trong họ Cúc. Loài này được (L.) Desf. mô tả khoa học đầu tiên năm 1804.